# Lesachtal
Lesachtal (slow. Lesna dolina) ist eine Gemeinde mit 1274 Einwohnern (Stand 1. Jänner 2025) in Österreich, im Bundesland Kärnten. Sie umfasst mit den Ortschaften Liesing, Maria Luggau, Birnbaum und St. Lorenzen die westlichen zwei Drittel des Kärntner Lesachtals zwischen der Tiroler Grenze und Kötschach-Mauthen.
Der östliche Teil des Tals mit der Ortschaft St. Jakob gehört zur Gemeinde Kötschach-Mauthen. Beide Gemeinden liegen im politischen Bezirk Hermagor im österreichischen Bundesland Kärnten.

## Geographie
Das Lesachtal erstreckt sich über etwas mehr als 20 Kilometer in West-Ost-Richtung parallel zur italienischen Grenze. Der Talboden steigt dabei von 800 m auf rund 1200 m ü. A. an. Der höchste Punkt im Gemeindegebiet ist die Hohe Warte mit einer Höhe von 2780 m ü. A. Im Unterschied zum restlichen Gailtal hat der Fluss hier eine enge und bis zu 200 Meter tiefe Schlucht gebildet. Das dünn besiedelte Siedlungsgebiet befindet sich hauptsächlich auf den Verebnungen nördlich oberhalb der Schlucht. Die Gailtal Straße (B 111) verläuft hoch über dem heutigen engen Talgrund am nördlichen Talhang, auf dem sich auch die größeren Ortschaften befinden.
Das Lesachtal wird im Norden von den Gailtaler Alpen und Ausläufern der Lienzer Dolomiten begrenzt, im Süden von den Karnischen Alpen, auf deren Hauptkamm die Staatsgrenze zu Italien verläuft.

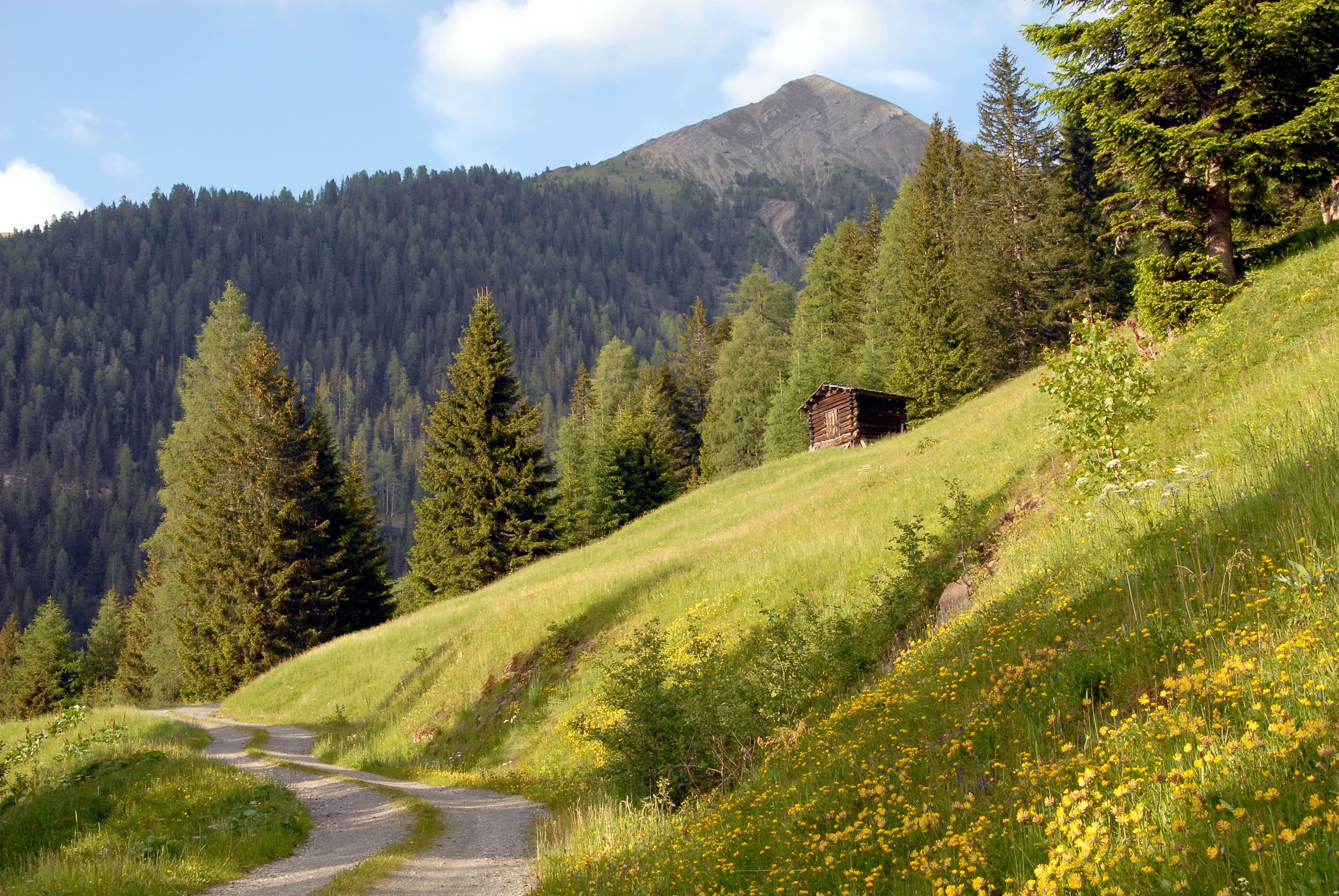
Lumkofel oberhalb von Liesing

### Gemeindegliederung
Die Gemeinde Lesachtal ist in die vier Katastralgemeinden Kornat, Liesing, Luggau und St. Lorenzen im Lesachtal gegliedert.
Das Gemeindegebiet umfasst folgende 31 Ortschaften (in Klammern Einwohnerzahl Stand 1. Jänner 2025):
- Assing (3)
- Birnbaum (66)
- Durnthal (7)
- Egg (12)
- Frohn (26)
- Guggenberg (18)
- Klebas (101)
- Kornat (75)
- Ladstatt (15)
- Liesing (107)
- Maria Luggau (174)
- Mattling (17)
- Moos (15)
- Niedergail (27)
- Nostra (33)
- Obergail (60)
- Oberring (25)
- Pallas (12)
- Promeggen (12)
- Raut (22)
- Rüben (12)
- Salach (1)
- St. Lorenzen im Lesachtal (283)
- Stabenthein (9)
- Sterzen (12)
- Tiefenbach (8)
- Tscheltsch (35)
- Tuffbad (6)
- Wiesen (23)
- Wodmaier (33)
- Xaveriberg (25)

Weitere Ortslagen sind die Rotten Ede, In der Lette, Plasegge und Roßbach.

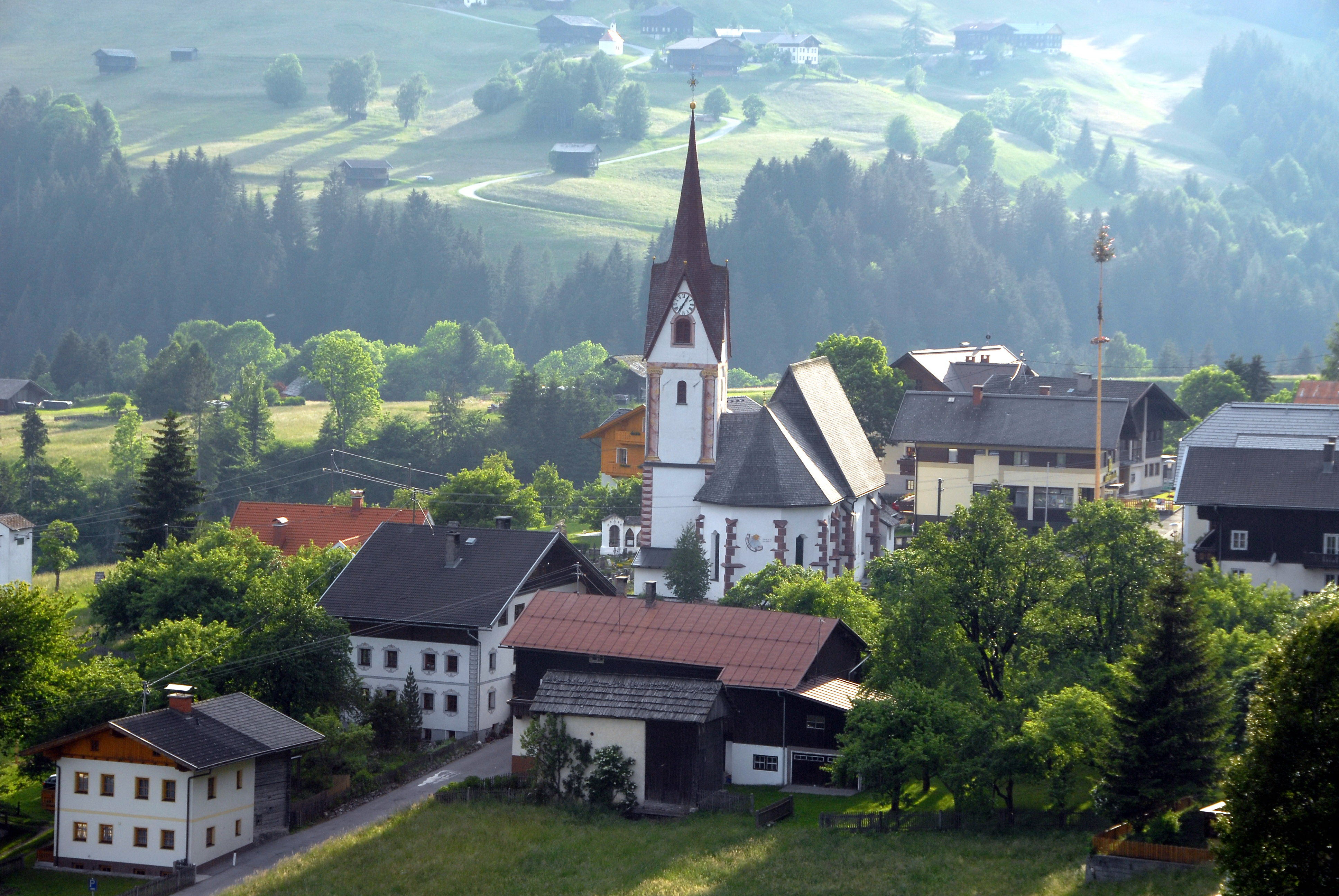
Liesing
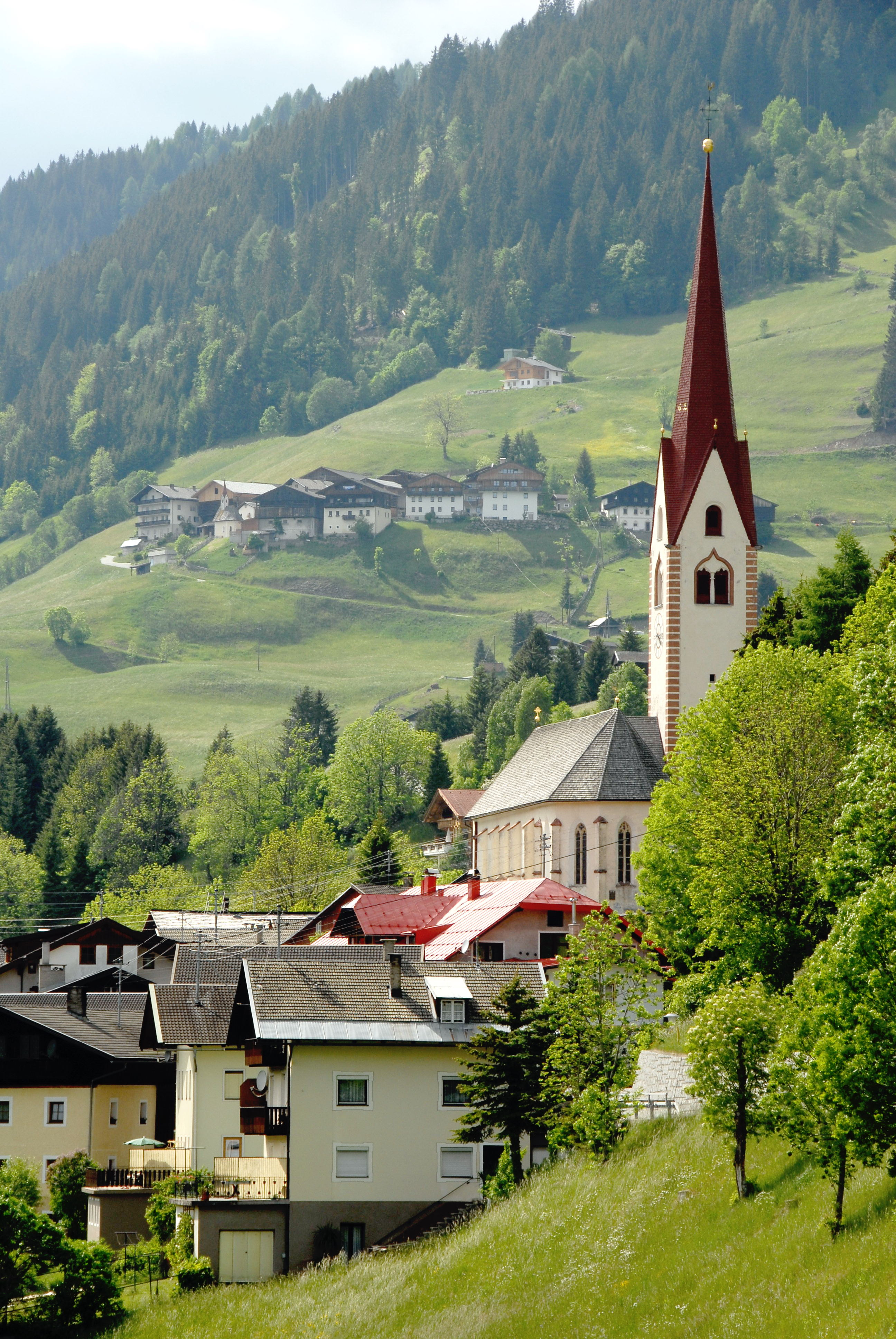
Sankt Lorenzen
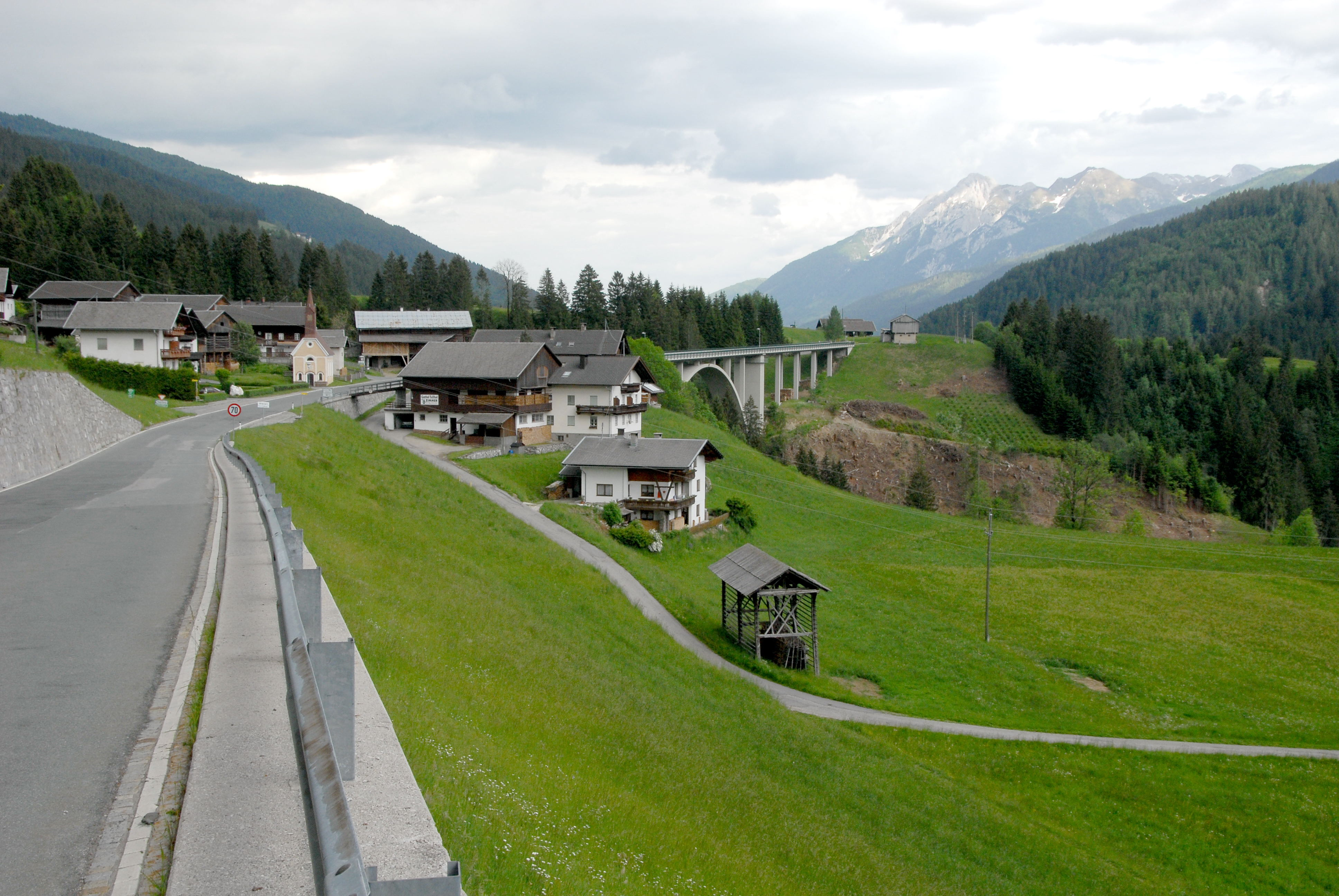
Wiesen im Lesachtal
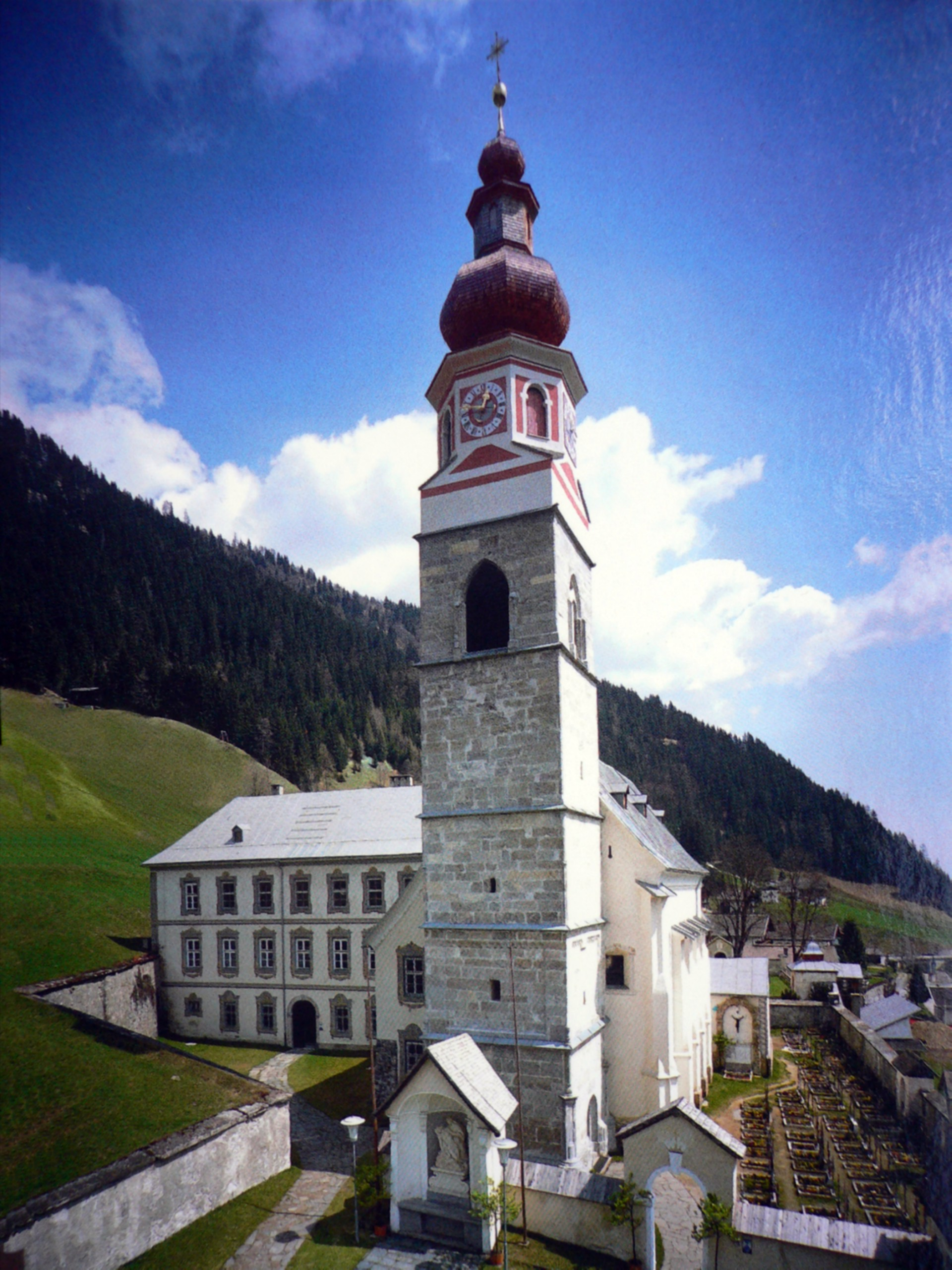
Wallfahrtskirche in Maria Luggau

### Nachbargemeinden
|                          | Lavant (Osttirol)                                                           |                   |
| Untertilliach (Osttirol) | Kompassrose, die auf Nachbargemeinden zeigt                                 | Kötschach-Mauthen |
|                          | Forni Avoltri (Friaul-Julisch Venetien); Santo Stefano di Cadore (Venetien) |                   |

## Geschichte
Das abgelegene Lesachtal wurde erst nach 600 n. Chr. von Slawen besiedelt. Diese gaben dem Tal auch seinen Namen, welcher sich von les = Wald, herleitet. Schon ab 750/800 rückten von Westen aus Richtung des Pustertals kommende bayerische Siedler nach, um das Tal zu besiedeln. Der Einfluss des Pustertales ist heute noch an den Hofformen, dem Dialekt und der Tracht sichtbar. Bis heute haben sich auch eindeutig slowenische Sprachelemente, Wörter und Kinderreime erhalten (z. B. potschasn = slowenisch počasi = langsam).
Vom Talboden ausgehend wurden immer höher gelegene Gebiete gerodet und für die Landwirtschaft erschlossen. Dieser Prozess war um 1300 mit der Entstehung von Schwaighöfen weitgehend abgeschlossen. Haupteinnahmequelle des Lesachtals war stets die Viehwirtschaft.
Das Landgericht Lesach wurde um 1380 auf die Burg Pittersberg übertragen und war danach nur noch ein Amt dieser Herrschaft. Diese gehörte den Grafen von Görz-Tirol, fiel nach deren Aussterben an den Landesfürsten und wurde schließlich, zusammen mit Goldenstein, der Grafschaft Ortenburg zugeschlagen.
Im Lesachtal konstituierten sich bei der Bildung von Ortsgemeinden 1850 zunächst die drei Gemeinden Luggau, St. Lorenzen und Liesing. Die beiden Katastralgemeinden Kornat und Strajach wurden zunächst der Gemeinde Mauthen angeschlossen, verselbständigten sich aber schon 1882 als Gemeinde Unterlesach. Weitere zehn Jahre später wurden beide Katastralgemeinden zu eigenständigen Ortsgemeinden Birnbaum und St. Jakob. Bei der Kärntner Gemeindereform im Jahr 1973 kam die östlichste Gemeinde St. Jakob zu Kötschach-Mauthen, während die vier westlichen zur heutigen Gemeinde Lesachtal vereinigt wurden.
Während des Ersten Weltkrieges verlief die Frontlinie zwischen Österreich-Ungarn und Italien am Kamm der Karnischen Alpen. Zahlreiche alte Stellungen und Befestigungen zeugen noch heute von dem Krieg in den Bergen (siehe: Gebirgskrieg 1915–1918).
Aufgrund eines Unwetters war das Tal ab 29. Oktober 2018 straßenmäßig für zwei Tage von der Außenwelt ganz abgeschnitten und noch weitere Tage für den allgemeinen Straßenverkehr. Die Landesstraße B111 zwischen St. Lorenzen und Maria Luggau war auf einer Länge von 25 Metern zerstört worden. Pioniere des Bundesheers halfen bei den Aufräumarbeiten, eine provisorische Umfahrungsstraße wurde errichtet.
Vom 20.–25. November 2018 besuchte ein Team von Raumplanern, 15 Studierende und 3 Lehrende der TU Wien, darunter Isabel Stumfol, sowie ein Journalist im Zuge der experimentellen Lehrveranstaltung Geschichten vom Land – Storytelling für die Raumplanung den Ort Lesachtal und sammelte vor Ort Geschichten der Menschen. Es entstand ein Blog und bis November 2019 über Crowdfunding ein 104-seitiges Magazin über das Landleben anhand von 30 Geschichten.

### Religion
98,4 % der Bevölkerung bekannten sich 2001 zur römisch-katholischen und 1,2 % zur evangelischen Kirche.

### Sprache
Das Lesachtal ist sprachlich auffällig, denn der gesprochene österreichische Dialekt ist nicht kärntnerisch, sondern (Ost-)Tirolerisch, obwohl leichte Unterschiede vorhanden sind. Zum Beispiel wird im Osttiroler Teil ein Bub als Buie bezeichnet, auf der Kärntner Seite heißt es Pua oder Puae, die Mädchen heißen auf Tirolerisch Gitsche, im Kärntner Teil werden sie Dearn gerufen. Slowenische Elemente sind ebenso lebendig geblieben, wenn sie auch nicht als solche identifiziert werden.

### Bevölkerungsentwicklung
Laut Volkszählung 2001 hatte die Gemeinde Lesachtal 1.560 Einwohner, davon besaßen 98,4 % die österreichische und 1,3 % die deutsche Staatsbürgerschaft. Die Einwohnerzahl ist seit Jahrzehnten stark rückläufig.
| Lesachtals: Einwohnerzahlen von 1869 bis 2024       | Lesachtals: Einwohnerzahlen von 1869 bis 2024 | Lesachtals: Einwohnerzahlen von 1869 bis 2024 | Lesachtals: Einwohnerzahlen von 1869 bis 2024 | Lesachtals: Einwohnerzahlen von 1869 bis 2024 |
| --------------------------------------------------- | --------------------------------------------- | --------------------------------------------- | --------------------------------------------- | --------------------------------------------- |
| Jahr                                                |                                               |                                               |                                               | Einwohner                                     |
| 1869                                                | 1869                                          |                                               | 2.165                                         | 2.165                                         |
| 1880                                                | 1880                                          |                                               | 2.015                                         | 2.015                                         |
| 1890                                                | 1890                                          |                                               | 2.188                                         | 2.188                                         |
| 1900                                                | 1900                                          |                                               | 2.149                                         | 2.149                                         |
| 1910                                                | 1910                                          |                                               | 1.980                                         | 1.980                                         |
| 1923                                                | 1923                                          |                                               | 1.947                                         | 1.947                                         |
| 1934                                                | 1934                                          |                                               | 1.984                                         | 1.984                                         |
| 1939                                                | 1939                                          |                                               | 1.997                                         | 1.997                                         |
| 1951                                                | 1951                                          |                                               | 2.014                                         | 2.014                                         |
| 1961                                                | 1961                                          |                                               | 1.915                                         | 1.915                                         |
| 1971                                                | 1971                                          |                                               | 1.950                                         | 1.950                                         |
| 1981                                                | 1981                                          |                                               | 1.823                                         | 1.823                                         |
| 1991                                                | 1991                                          |                                               | 1.665                                         | 1.665                                         |
| 2001                                                | 2001                                          |                                               | 1.560                                         | 1.560                                         |
| 2011                                                | 2011                                          |                                               | 1.440                                         | 1.440                                         |
| 2021                                                | 2021                                          |                                               | 1.289                                         | 1.289                                         |
| 2024                                                | 2024                                          |                                               | 1.269                                         | 1.269                                         |
| Quelle(n): Statistik Austria, Gebietsstand 1.1.2021 |                                               |                                               |                                               |                                               |

## Kultur und Sehenswürdigkeiten
- Pfarrkirche Liesing
- Wallfahrtskirche Maria Schnee
- Kloster Maria Luggau
- Luggauer Mühlen
- Kirche in Oberfrohn
- Filialkirche Obergail
- Kirche in Raut
- Kirche St. Radegund
- Kirche in Tscheltsch
- Johann Lexer Geigenbaumuseum

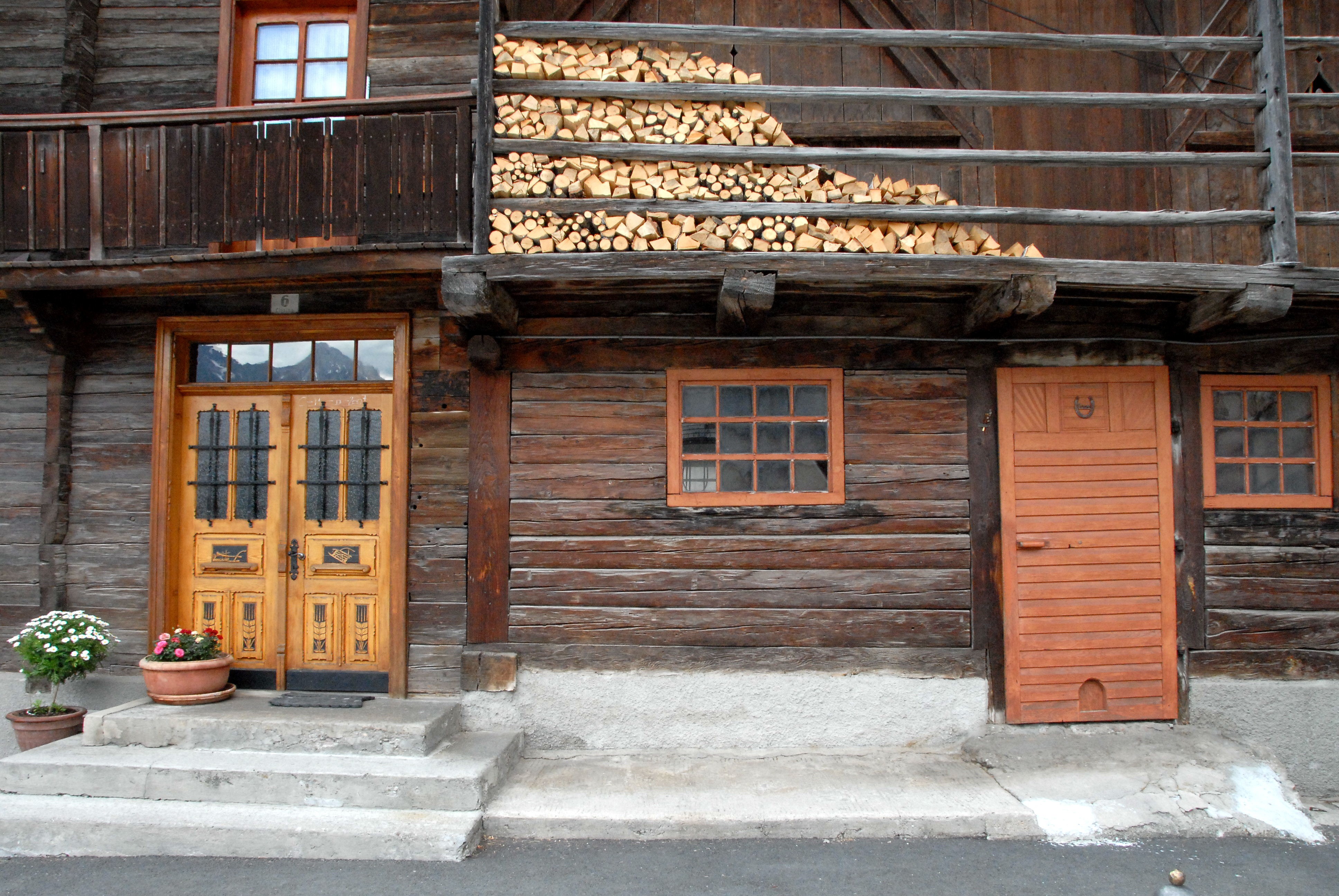
Detail eines traditionellen Holzhauses am Dorfplatz in Liesing

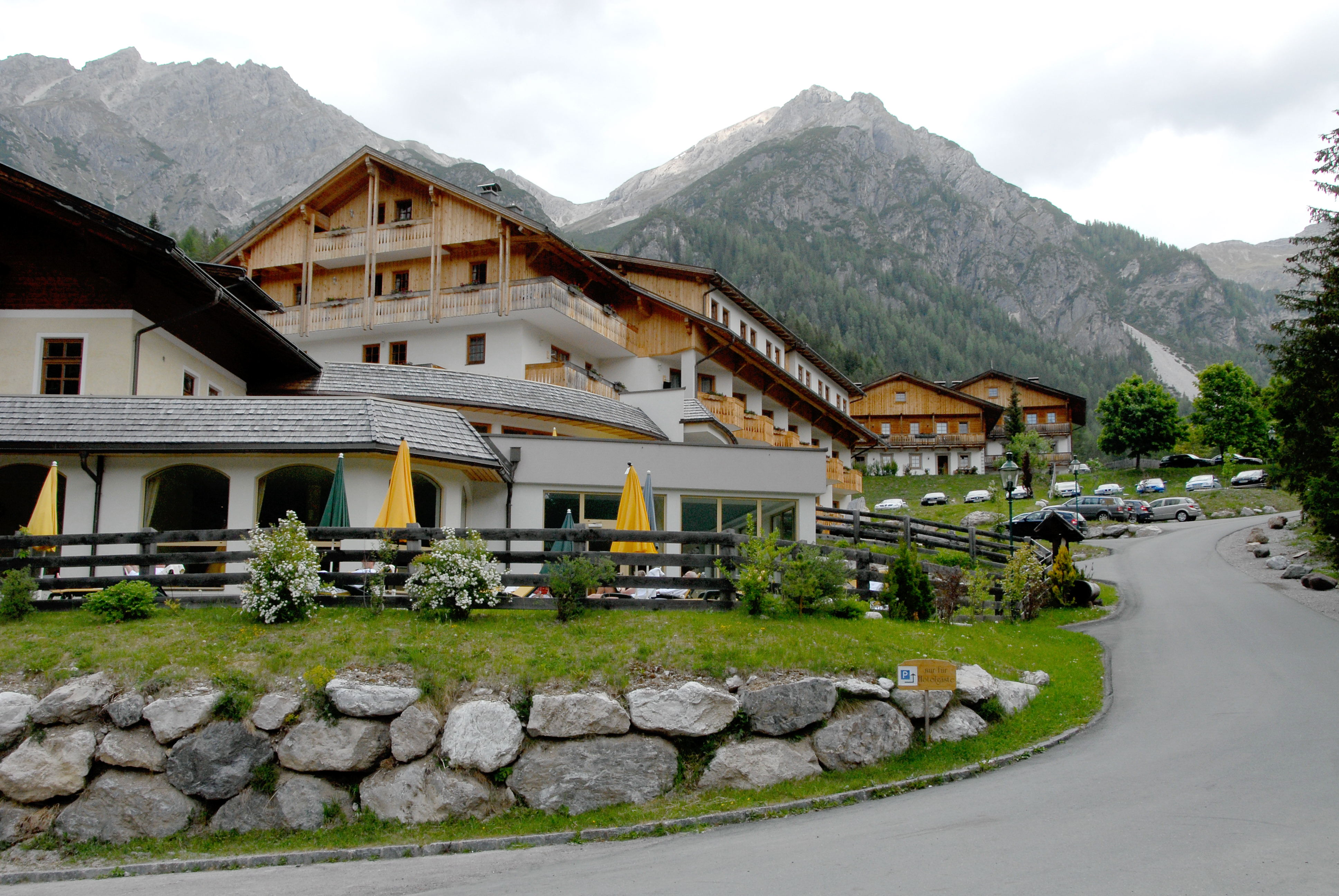
Tuffbad im Lesachtal

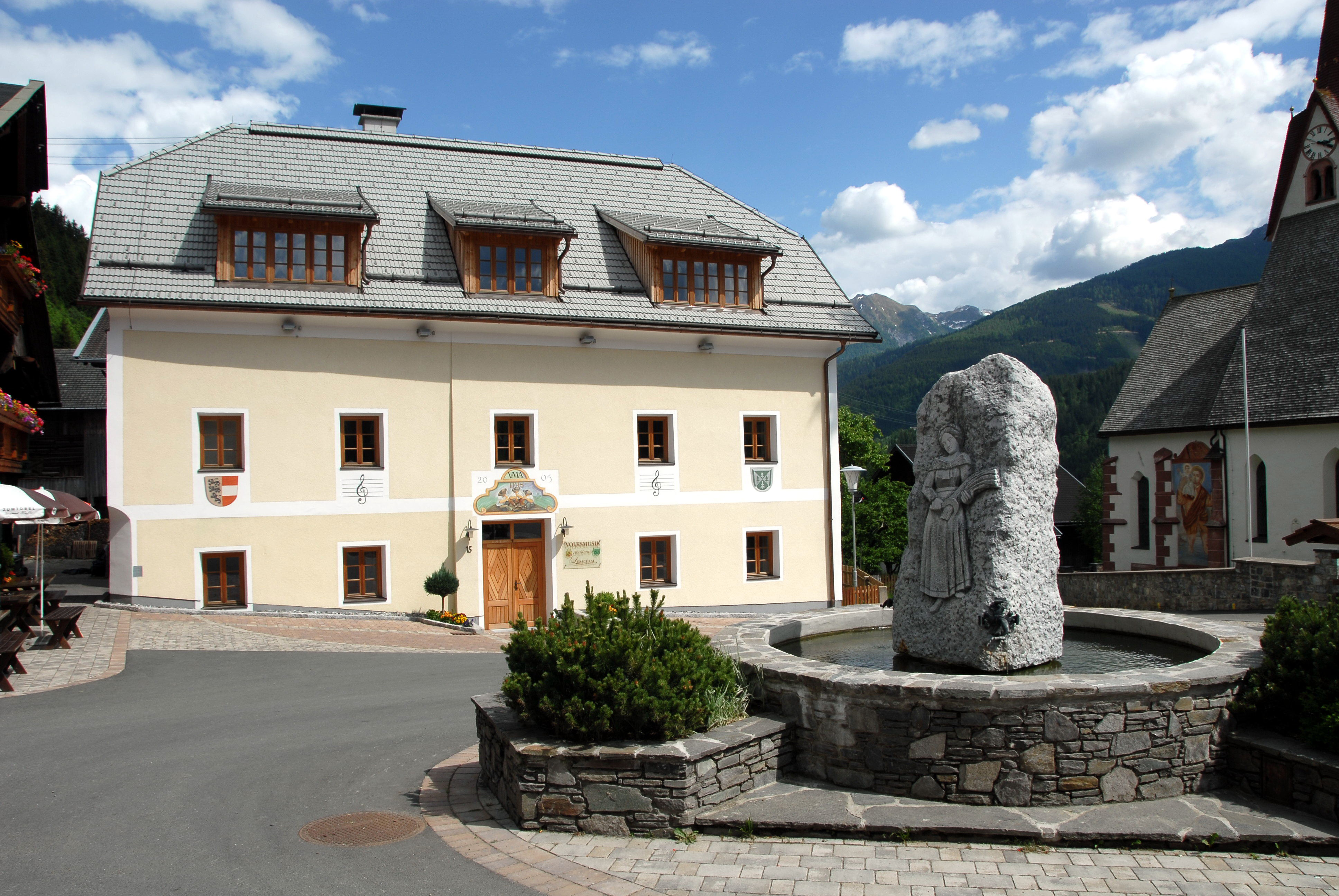
Volksmusik Akademie und Brunnen am Dorfplatz in Liesing

- VolksmusikAkademie Lesachtal in Liesing
- Die Lesachtaler Brotherstellung zählt zum Immateriellen Welterbe: Im Lesachtal wird heute noch vielfach Brot in Holzöfen nach den überkommenen Verfahren gebacken.[13] Mit 2010 wurde die Lesachtaler Brotherstellung zum Immateriellen Welterbe, wie es die UNESCO deklariert, in die Österreichliste (Nationales Kulturgut) aufgenommen.[14] Das Welterbe der Klasse Traditionelles Handwerk umfasst den Getreideanbau und die Gewinnung des Korns, das notwendige Wissen zum Bau von Mühlen, spezielle Dialektausdrücke, alltägliche Rituale sowie das jährliche Mühlenfest in Maria Luggau und das Lesachtaler Dorf- und Brotfest.
- Abenteuer- und Walderlebniswelt Lesachtal in Ladstatt, mit Millnatzenklamm-Klettersteig

## Wirtschaft und Infrastruktur
Die Forstwirtschaft spielt schon seit Jahrhunderten eine große Rolle. Das Holz der Haselfichte wurde oft als Klangholz für den Geigenbau verwendet. Das meiste wurde über das Wasser geflößt. Viel von dem Holz wurde und wird heute noch nach Italien verkauft. Speziell die venezianischen Gondeln werden aus dem Holz aus dem Lesachtal gefertigt.
Die Mehrheit der erwerbstätigen Bevölkerung lebt von der Land- und Forstwirtschaft, wobei der Mangel an geeignetem Ackerland und die schwierige Holzbringung Probleme bereiten.

### Wirtschaftssektoren
Die folgende Tabelle zeigt die Entwicklung der Betriebsanzahl und der Beschäftigten in den Wirtschaftssektoren:
| Wirtschaftssektor            | Anzahl Betriebe | Anzahl Betriebe | Anzahl Betriebe | Erwerbstätige | Erwerbstätige | Erwerbstätige |
| Wirtschaftssektor            | 2021            | 2011            | 2001            | 2021          | 2011          | 2001          |
| ---------------------------- | --------------- | --------------- | --------------- | ------------- | ------------- | ------------- |
| Land- und Forstwirtschaft 1) | 77              | 244             | 253             | 90            | 135           | 209           |
| Produktion                   | 34              | 19              | 13              | 94            | 70            | 57            |
| Dienstleistung               | 86              | 82              | 68              | 250           | 174           | 197           |

1) Betriebe mit Fläche in den Jahren 2010 und 1999

### Verkehr
Die wichtigste Straßenverbindung ist die Gailtal Straße B111, die nach Westen ins Pustertal in Osttirol und nach Osten über Kötschach-Mauthen und Hermagor zur Süd Autobahn A2 führt.

### Fremdenverkehr
Der Tourismus spielt seit einigen Jahrzehnten eine immer größere Rolle. Wo er vorkommt, wird er als „sanfter Tourismus“ propagiert. Die Gemeinde Lesachtal ist seit 2008 Teil der Bergsteigerdörfer-Initiative des ÖAV. Die Gail im tief eingeschnittenen Tal ist bei Wildwassersportlern beliebt. Zwischen dem Wolayer See und dem Gailbergsattel verläuft die 25. Etappe des Julius Kugy Alpine Trail (ÖAV/Landesverband Kärnten).
Die Gemeinde zählt jährlich rund 110.000 Übernachtungen in zwei Saisonen. Die Wintermonate Jänner und Februar sind mit unter 10.000 Übernachtungen deutlich schwächer als die Sommermonate. Die Spitzenmonate Juli und August erreichen über 20.000 Nächtigungen.

## Politik

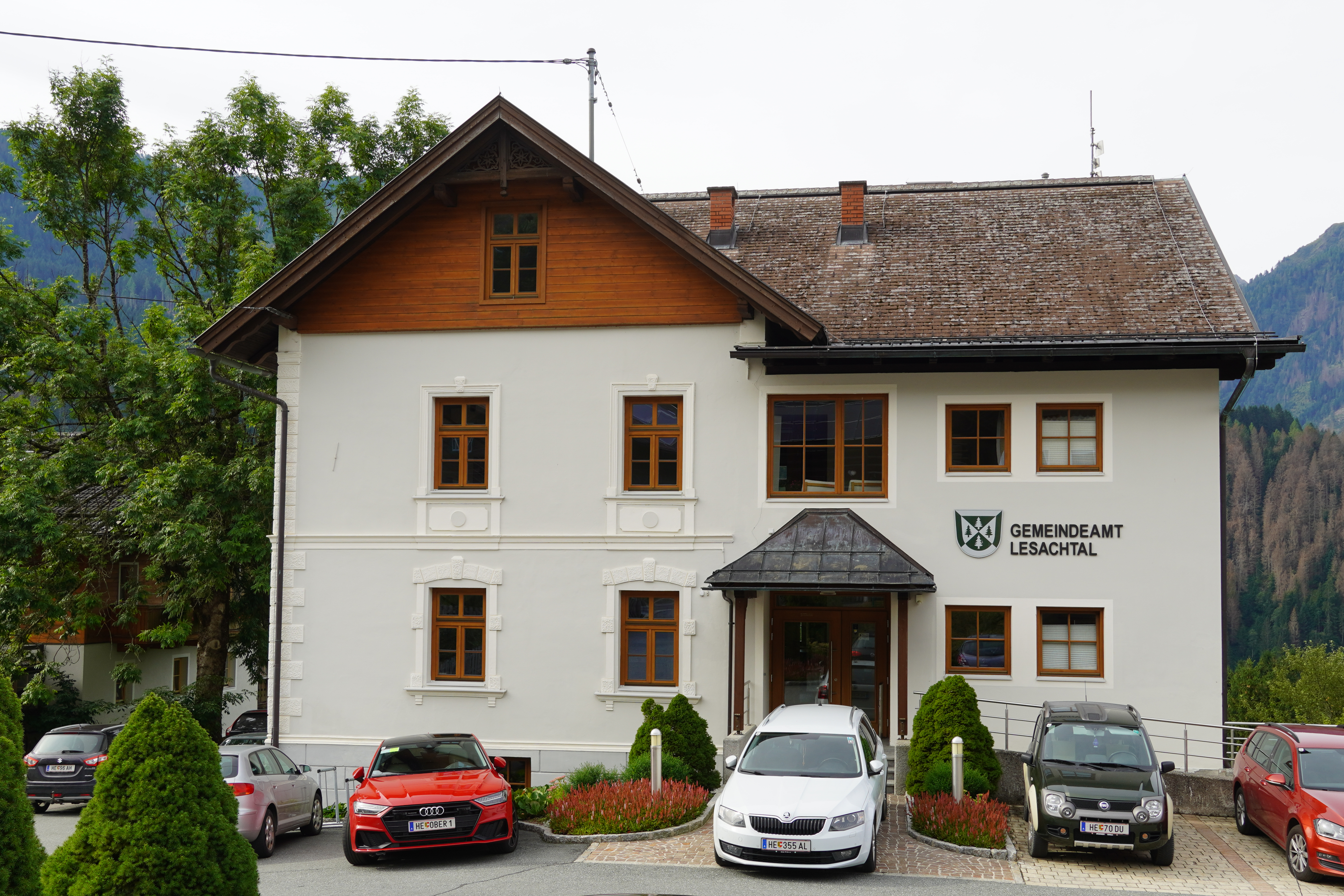
Gemeindeamt

### Gemeinderat
Der Gemeinderat von Lesachtal hat 15 Mitglieder.
- Mit der Gemeinderatswahl 2015 hatte er folgende Zusammensetzung: 9 ÖVP, 5 SPÖ, 1 Unabhängige Bürgerliste Lesachtal[23]
- Seit der Gemeinderatswahl 2021 hat er folgende Zusammensetzung: 8 ÖVP, 7 SPÖ[24]

### Bürgermeister
- von der Gründung der Gemeinde im Jahr 1973 bis 1997 Ignaz Brunner (ÖVP)
- 1997–2015 Franz Guggenberger (SPÖ)
- seit 2015 Johann Windbichler (ÖVP)[25][26]

### Wappen
Wappen und Fahne wurden der Gemeinde auf Betreiben und nach Entwürfen von Ignaz Brunner (Erster Bürgermeister der Gemeinde Lesachtal) am 24. August 1987 verliehen. Die Vierteilung des Schildes spielt auf die Vereinigung der vier bis 1973 selbständigen Gemeinden Birnbaum, Liesing, St. Lorenzen im Lesachtal und Maria Luggau an. Die vier entwurzelten Fichten bringen den Talnamen zum Ausdruck, der im slawischen Sprachgebrauch Wald bedeutet. Der Wechsel von Grün und Silber symbolisiert den ganzjährigen Fremdenverkehr des Lesachtals. Die Blasonierung des Wappens lautet: „Von Grün und Silber schräggeviertfarbgewendet gesäumt, in jedem Feld eine entwurzelte farbgewendete Fichte.“ Die Fahne ist grün-weiß mit eingearbeitetem Wappen.

## Söhne und Töchter der Gemeinde

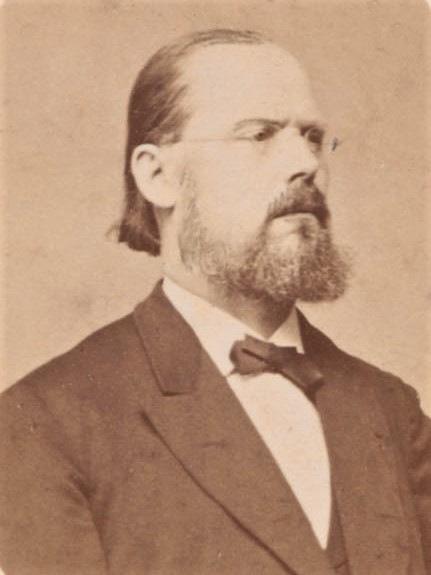
Matthias Lexer, 1879

- Matthias Salcher (1803–1879), Fabrikant, geboren in Maria Luggau
- Matthias Ritter von Lexer (1830–1892), Germanist, Lexikograph und Universitätsprofessor in Bayern, geboren in Liesing im Lesachtal
- Johann Huber (1852–1936), Gastwirt, Kaufmann und Politiker; als „Schwarzer Huber“ erster und einziger christlichsozialer deutscher Abgeordneter zum Kärntner Landtag und erster Bürgermeister der Gemeinde Birnbaum
- Johann Lexer (1904–1980), Geigenbauer, Komponist, Kapellmeister, Organist und Kirchenchorleiter
- Engelbert Obernosterer (* 1936), Schriftsteller, in St. Lorenzen im Lesachtal geboren
- Gerhard Drekonja (* 1939), Universitätsprofessor und Lateinamerika-Spezialist, geboren in Kornat
- Gabriel Obernosterer (* 1955), Hotelier und Politiker, Nationalratsabgeordneter und Vorsitzender der ÖVP-Kärnten
- Alexandra Lexer (* 1983), Schlagersängerin
- Melissa Naschenweng (* 1990), Musikerin, Volksmusik- und Schlagersängerin